# 灵岩南路站
灵岩南路站位于中华人民共和国上海市浦东新区三林镇华夏西路与灵岩南路交叉口，是上海地铁6号线的地铁车站。2007年12月29日至2011年4月11日间，东方体育中心站启用之前，曾经作为6号线的南端临时终点站。车站以粉紅色作為佈置的主要色彩。

## 车站构造

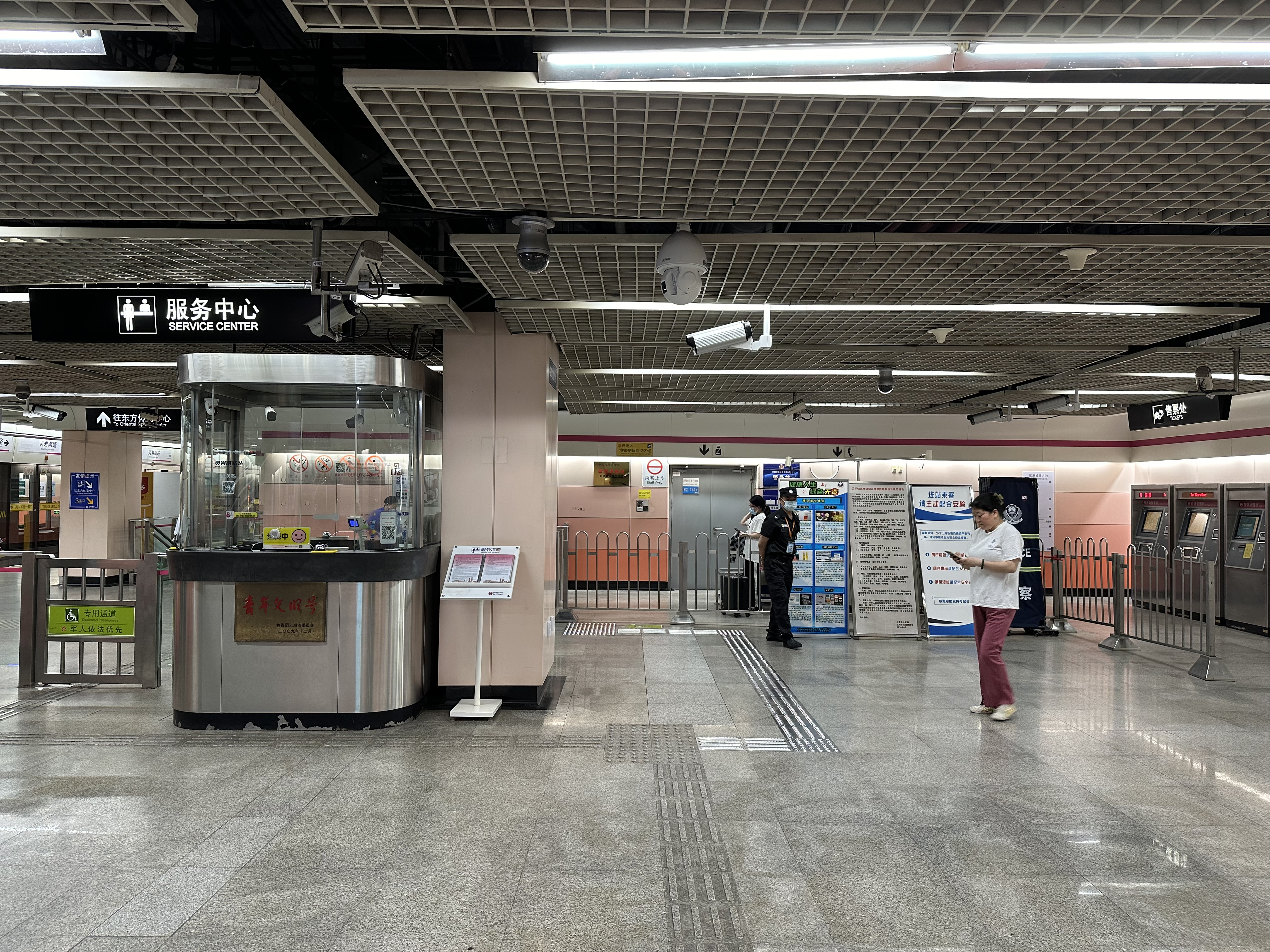
往港城路方向站厅

### 车站楼层
| 地面层   | 出入口             | 1-3出入口                        |  |  |
| 地下一层 | 站厅               | 票务服务、自动售票机、人工服务台 |  |  |
|          | 侧式站台，右侧开门 |                                  |  |  |
|          |                    | █ 6号线 往东方体育中心（终点站） |  |  |
|          |                    | █ 6号线 往港城路（上南路）       |  |  |
|          | 侧式站台，右侧开门 |                                  |  |  |
|          | 站厅               | 票务服务、自动售票机、人工服务台 |  |  |
| 地下二层 | 地下通道           | 换向通道                         |  |  |

## 车站出口
灵岩南路站共有3个出入口，其中1、2号出入口与3号出入口分别连通两侧站厅，在非付费区不连通，各出入口如下所示：
| 出口编号            | 出口指示 | 照片 |
| ------------------- | -------- | ---- |
| 1 · 出口 · （设有） | 长清路   |      |
| 2 · 出口 · （设有） | 长清路   |      |
| 3 · 出口 · （设有） | 长清路   |      |
| 图例： 设有         |          |      |

## 公交换乘
84、174、583、755、761、810、873、955、973、976、978、986、1115、南南线、浦东37路